# Историческое общество при Московском университете
Историческое общество при Московском университете — научное историческое общество в Российской империи, созданное в 1893 году для изучения методов и приёмов исторической науки. Основано в при Московском университете по инициативе Герье.

## Создание Общества
Историческое общество начало зарождаться 20 января 1893 года, когда в доме у Герье обсуждался его Устав. При этом было принято предложение П. Г. Виноградова ограничиться рамками университета. Устав был утверждён 27 сентября 1893 года. На собрании 9 мая 1894 года учредители общества (14 человек) выбрали председателем В. И. Герье и комитет в составе: В. О. Ключевский, П. Г. Виноградов, М. С. Корелин, П. Н. Милюков, В. М. Михайловский. Однако у Герье возникли разногласия с Виноградовым и Милюковым. Следствием стало то, что первое публичное заседание Общества состоялось только 23 января 1895 года, на котором Герье изложил программу его деятельности.
К моменту возникновения Исторического общества в Московском университете существовало несколько научных объединений: Московское общество истории и древностей Российских, Московское общество испытателей природы, Общество любителей российской словесности, Московское юридическое общество, Общество любителей естествознания, антропологии и этнографии, Московское математическое общество и т. д., но историческую направленность имело только одно, которое имело целью «собирание материалов для отечественной истории и разработка оной по всем вопросам и предметам в область её входящим». Целью нового общества было изучение методов и приёмов исторической науки, а также разработка общих вопросов по философии истории, истории культуры и права, и обсуждение вопросов, относящихся к преподаванию истории.
Главной темой публичных заседаний должны были стать доклады о крупных учёных историках университета и рассмотрение крупных историографических проблем. В процессе выбора темы доклада весьма активную роль играл председатель Общества — В. И. Герье, поскольку в основном сообщения делали его ученики, студенты университета. Таким образом, чтение докладов в Обществе стало продолжением традиции домашних семинаров Герье, от которых сохранилась и форма руководства ими; Герье всегда оставлял за собой право решающего голоса.
Деятельность Общества прекратилась в 1904 году, хотя по документам оно не закрывалось. Возобновлены заседания были в январе 1916 года по инициативе М. М. Богословского. В это время стали издаваться «Исторические известия (Исторического общества при Московском Университете)» — 6 выпусков за 1916—1917 годы.